# كولمار بيرغ
كولمار بيرج (باللوكسمبورغية: Colmer-Bierg)‏ هي بلدة تقع في وسط لوكسمبورغ في كانتون ميرش عند التقاء نهري أترت وألزت.